# Cinemateca Uruguaya
Cinemateca Uruguaya es un archivo fílmico dedicado a la preservación y difusión de las artes cinematográficas.

## Historia

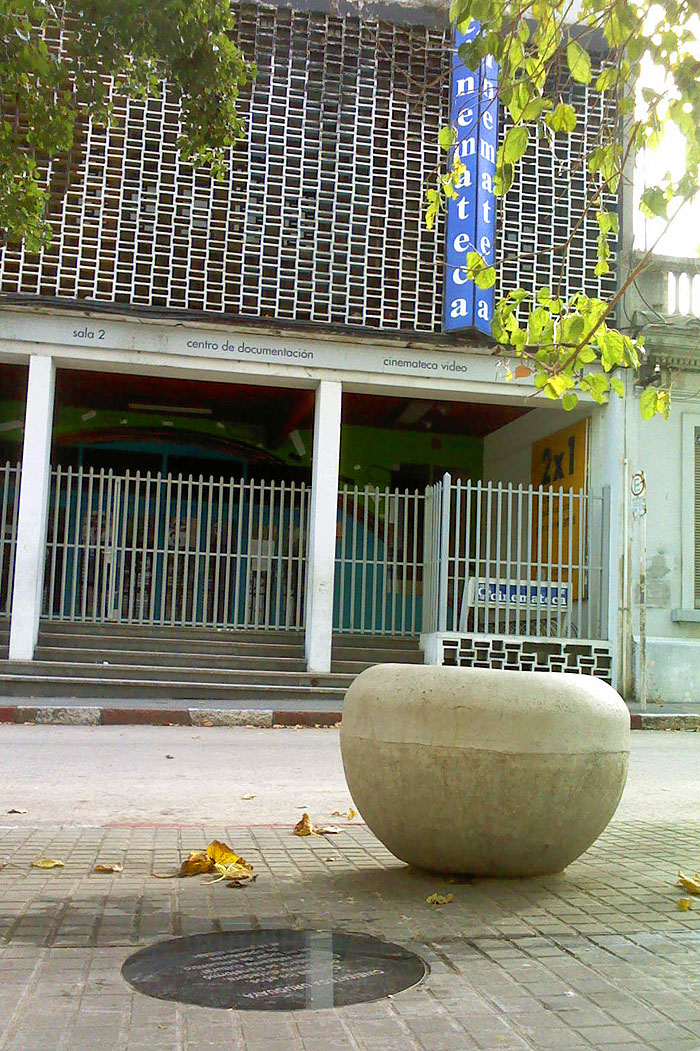
Cinemateca Carnelli adquirida en 1978. La foto muestra la Marca de Memoria que reconoce su papel en la resistencia a la dictadura 1973-1985

Fue fundada el 21 de abril de 1952 a instancias de dos cineclubes, Cine Universitario y Cine Club del Uruguay, como una organización sin fines lucrativos con el fin  de contribuir y preservar la cultura cinematográfica. Forma parte, desde sus inicios, de la Federación Internacional de Archivos Fílmicos (fiaf) y es miembro fundadora de la Coordinadora Latinoamericana de Archivos de Imágenes en Movimiento (claim).   
Para fines del siglo xx contaba con unas 11 500 películas, entre las que se encontraban casi 3000 piezas uruguayas.
Entre 1978 y 2008 fue dirigida por el crítico cinematográfico Manuel Martínez Carril, que tras retirarse fue sustituido por la periodista María José Santacreu en 2010, quien la dirige desde entonces hasta la fecha.
En 1995 le es entregado el Premio Morosoli, uno de los galardones más importantes de la cultura uruguaya . Recibió también el Kikito de Oro del Festival de Gramado en 2002 y el Premio Astor a la trayectoria del Festival Internacional de Cine de Mar del Plata en 2023. En octubre de 1998 le fue declarada su pertinencia como institución educativa por la Facultad de Humanidades y Ciencias de la Educación de la Universidad de la República, y fue categorizada como institución educativa y cultural por el Ministerio de Educación y Cultura del Uruguay. 
Su archivo fílmico fue declarado monumento histórico nacional, por iniciativa de la Comisión de Patrimonio y del icau, y de interés departamental y patrimonio cultural de la ciudad de Montevideo por su actividad.
En sus salas de cine proyecta tanto estrenos nacionales e internacionales como muestras y ciclos que se organizan en torno a temas, directores, actores y actrices o cinematografías nacionales, ofreciendo ocho films diferentes cada día.
Cinemateca Uruguaya  es la sala del Uruguay donde más se exhibe cine nacional.

## Funciones
Sus áreas de actividad incluye:
- Preservación de filmes. Cuenta para ello con bóvedas ubicadas en las afueras de Montevideo, en los que el material se conserva en óptimas condiciones de refrigeración y con control de humedad.
- Escuela de Cine del Uruguay. Dicta cursos curriculares y de postgrado, así como extracurriculares.
- Difusión de cine. Cinemateca Uruguaya cuenta con un complejo de tres salas de cine de última generación en Montevideo.
- Centro de Documentación Cinematográfica. Incluye las colecciones de libros, publicaciones periódicas, recortes de prensa, fotos y carteles, entre otros soportes.[8]
- Organización del Festival Cinematográfico Internacional del Uruguay, que en 2024 llegó a su 42.ª edición.[9]
- En 2020 Cinemateca inauguró su plataforma de streaming.[10]

## Salas de proyección

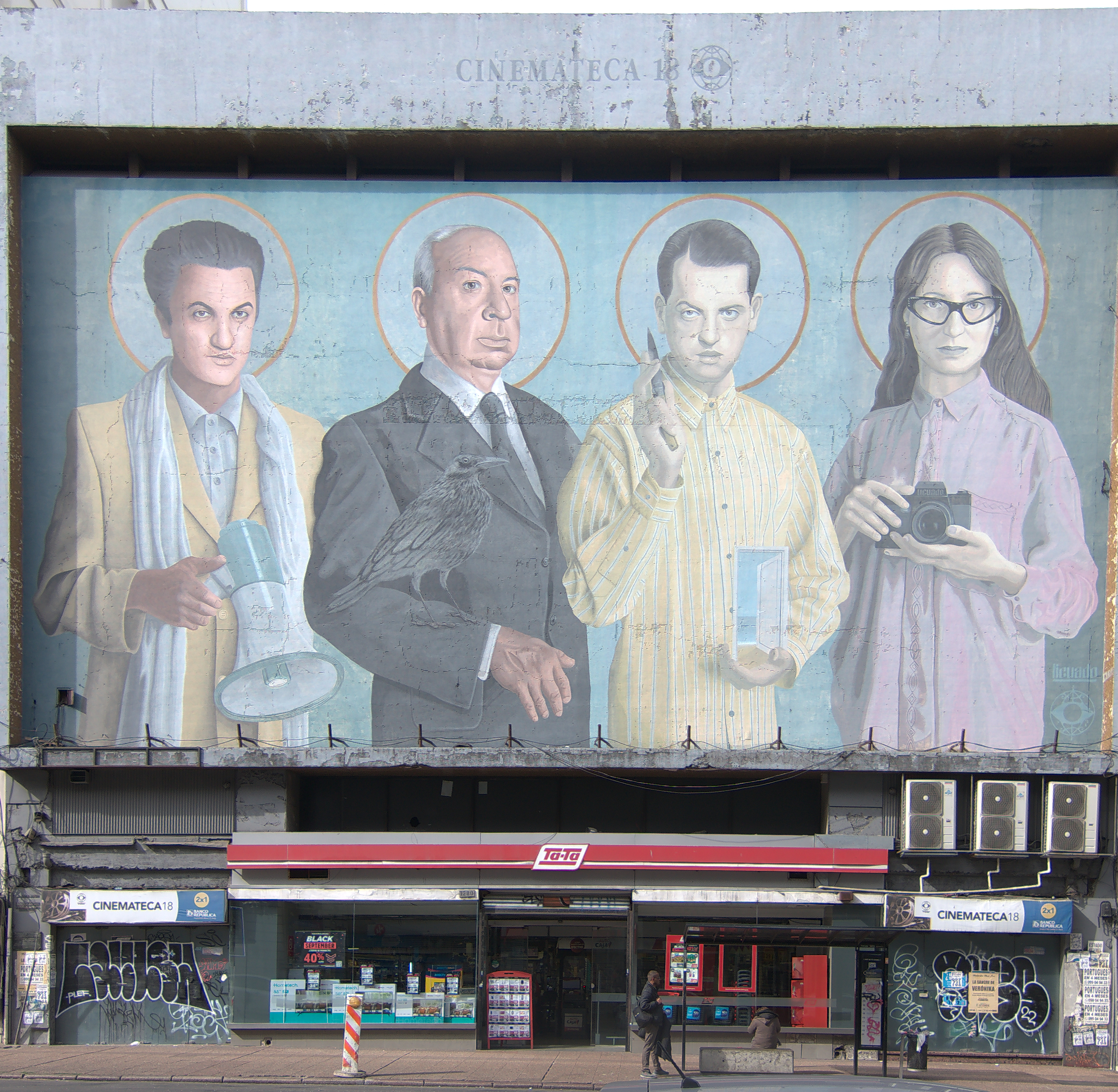
Cine 18 de Julio, también conocido como Cinemateca 18 hasta que Cinemateca se mudó a su actual sede en diciembre de 2018

Durante mucho tiempo funcionó en distintas salas cinematográficas hasta concentrar sus actividades en  cuatro salas de cine en Montevideo. El 13 de diciembre de 2018 se trasladó su sede y sus salas cinematográficas al edificio del Banco de Desarrollo de América  Latina, donde funcionan tres salas de 174, 120 y 110 asientos respectivamente y donde se proyecta en formato fílmico y digital.
| Sala                        | Periodo         |
| --------------------------- | --------------- |
| Cinemateca Lorenzo Carnelli | 1978-2018       |
| Cine Pocitos                | 1987-2018       |
| Cine 18 de Julio            | 2000-2018       |
| Cinemateca                  | 2018-actualidad |

## Galería

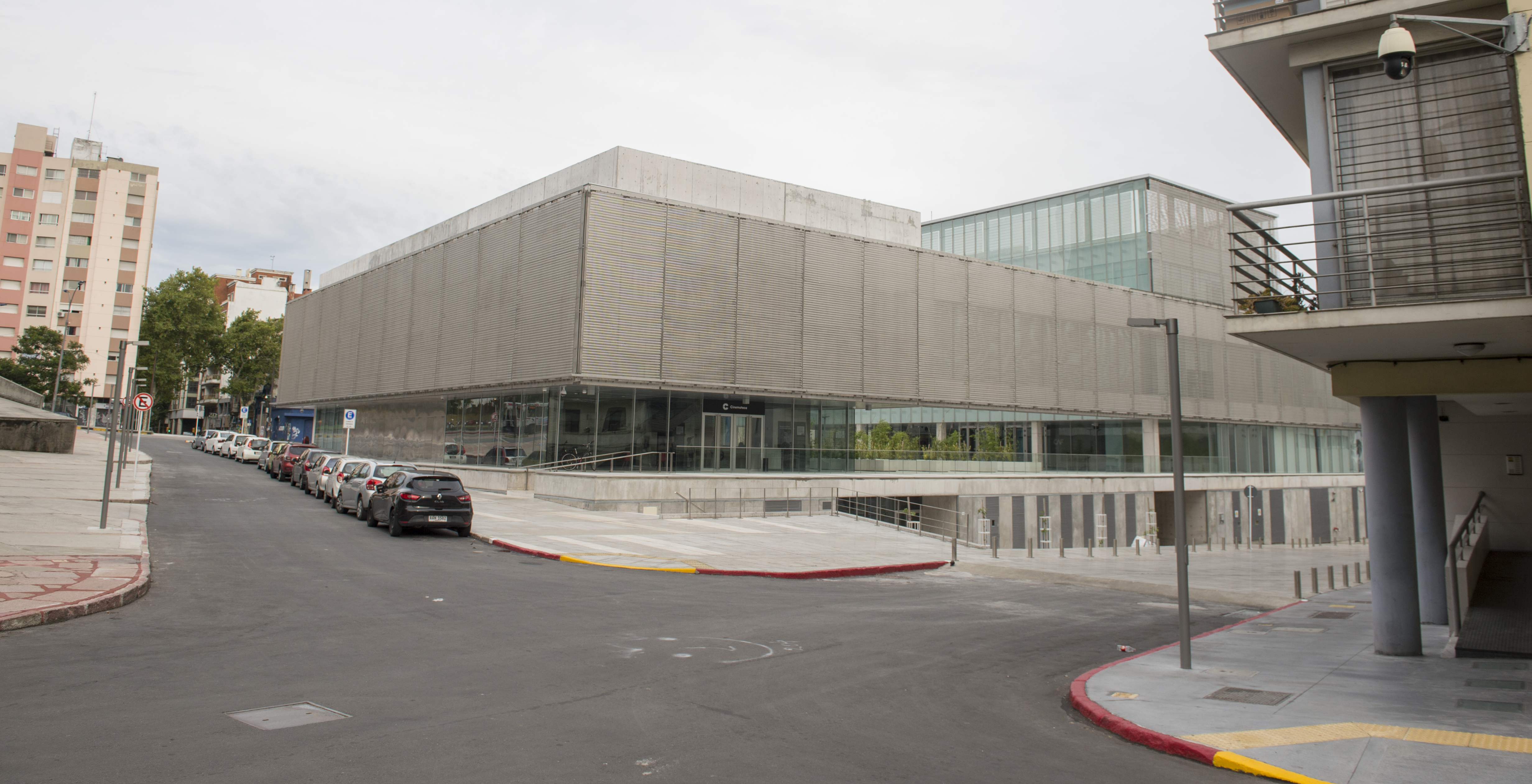
Edificio que alberga a la Cinemateca Uruguaya y otros locales como el Baar Fun Fun.
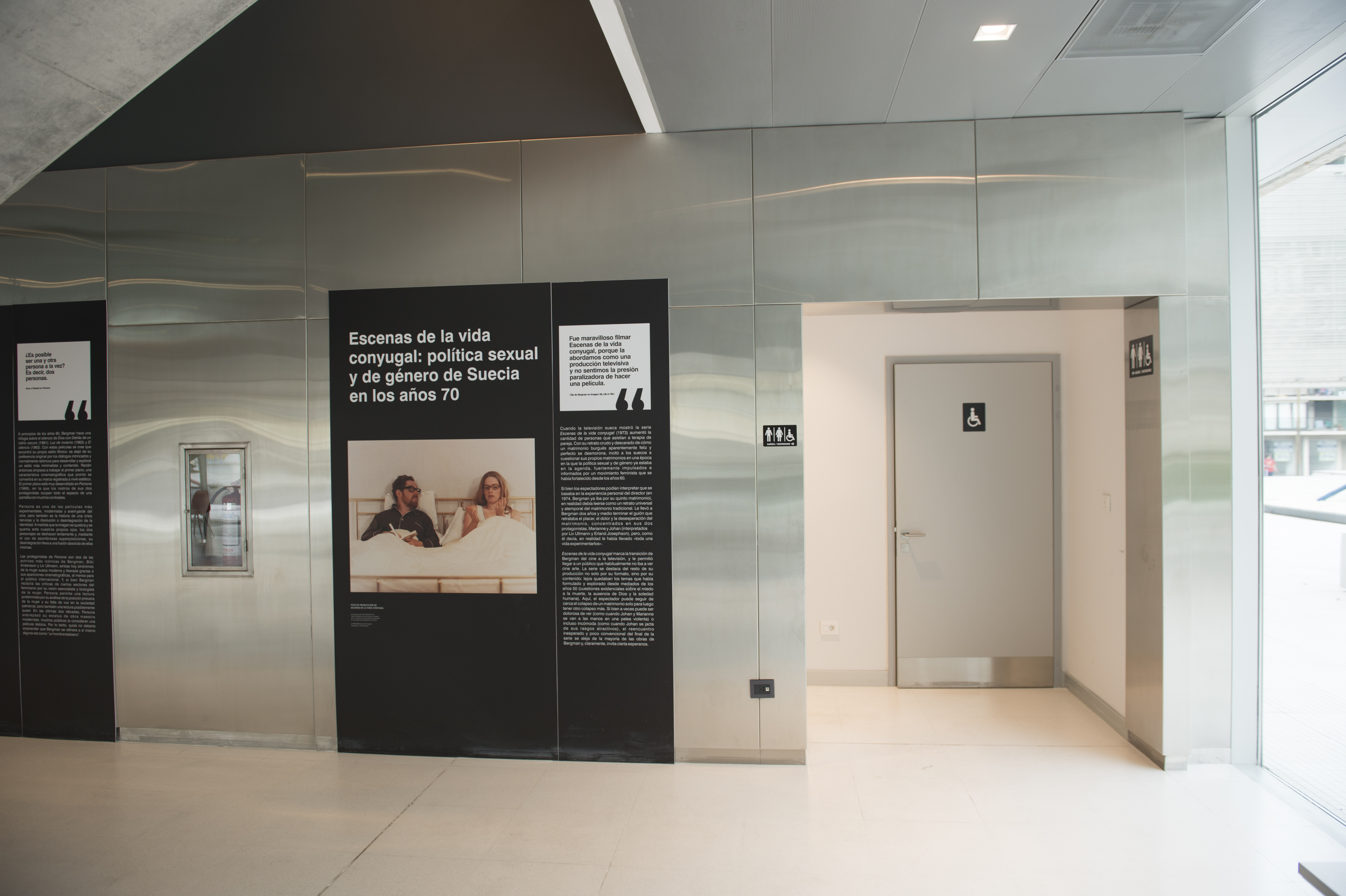
Interior de cinemateca
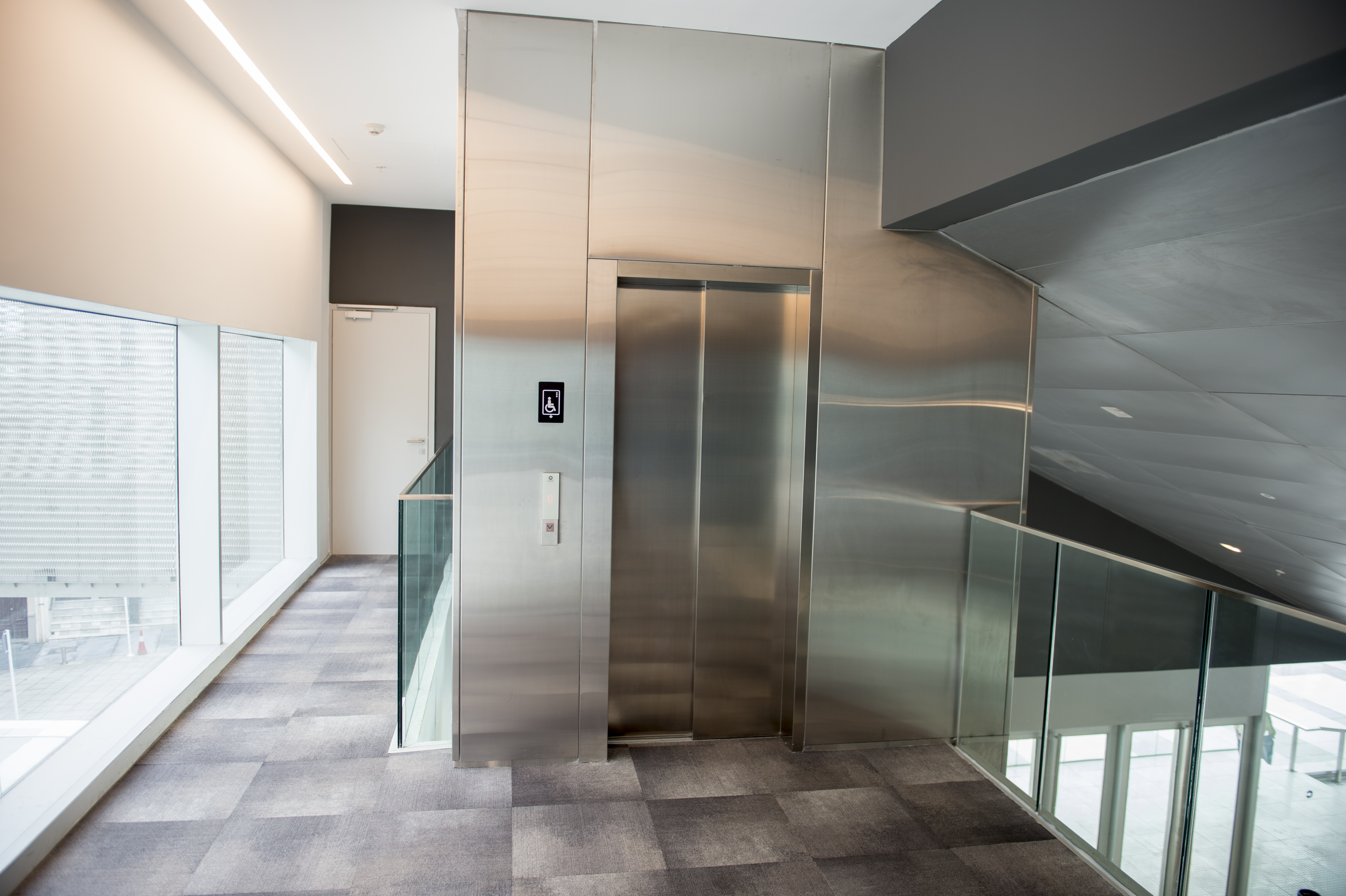
Interiores de cinemateca
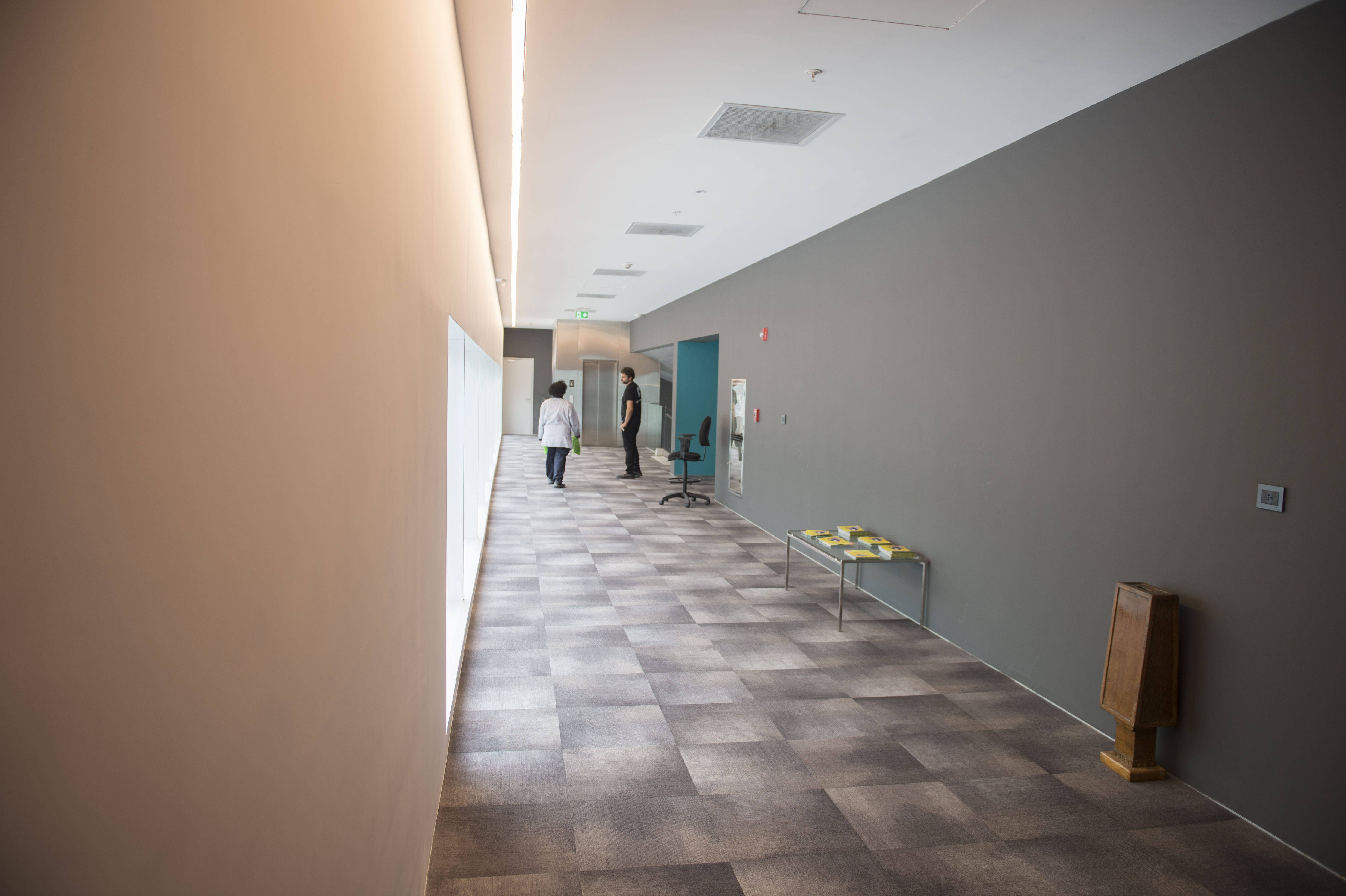
Interiores de cinemateca
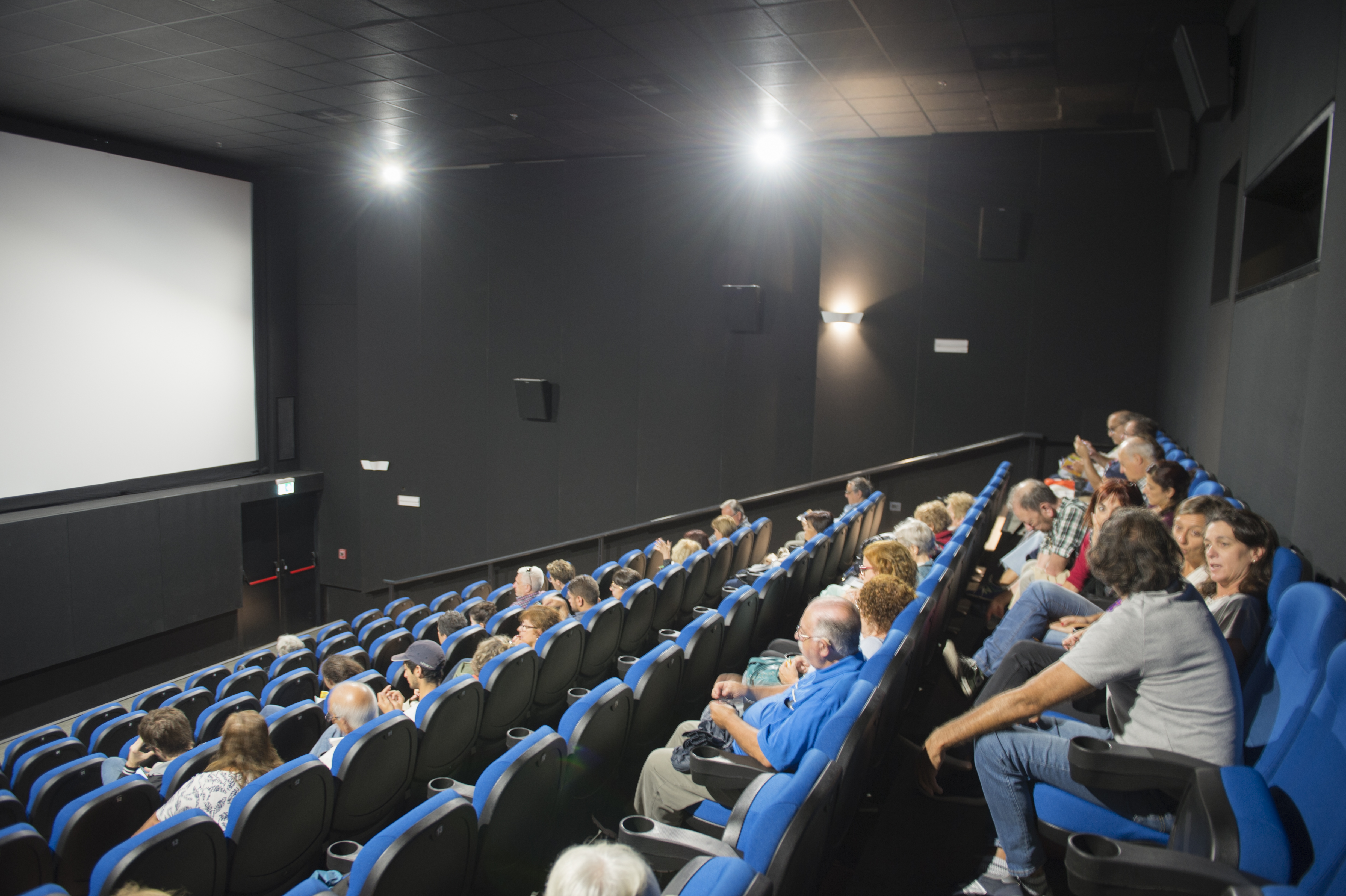
Sala de cinemateca